# Почтово-ямщицкая станция (Новочеркасск)
Почтово-ямщицкая станция — здание станции расположено в центре города Новочеркасска Ростовской области.

## История и описание

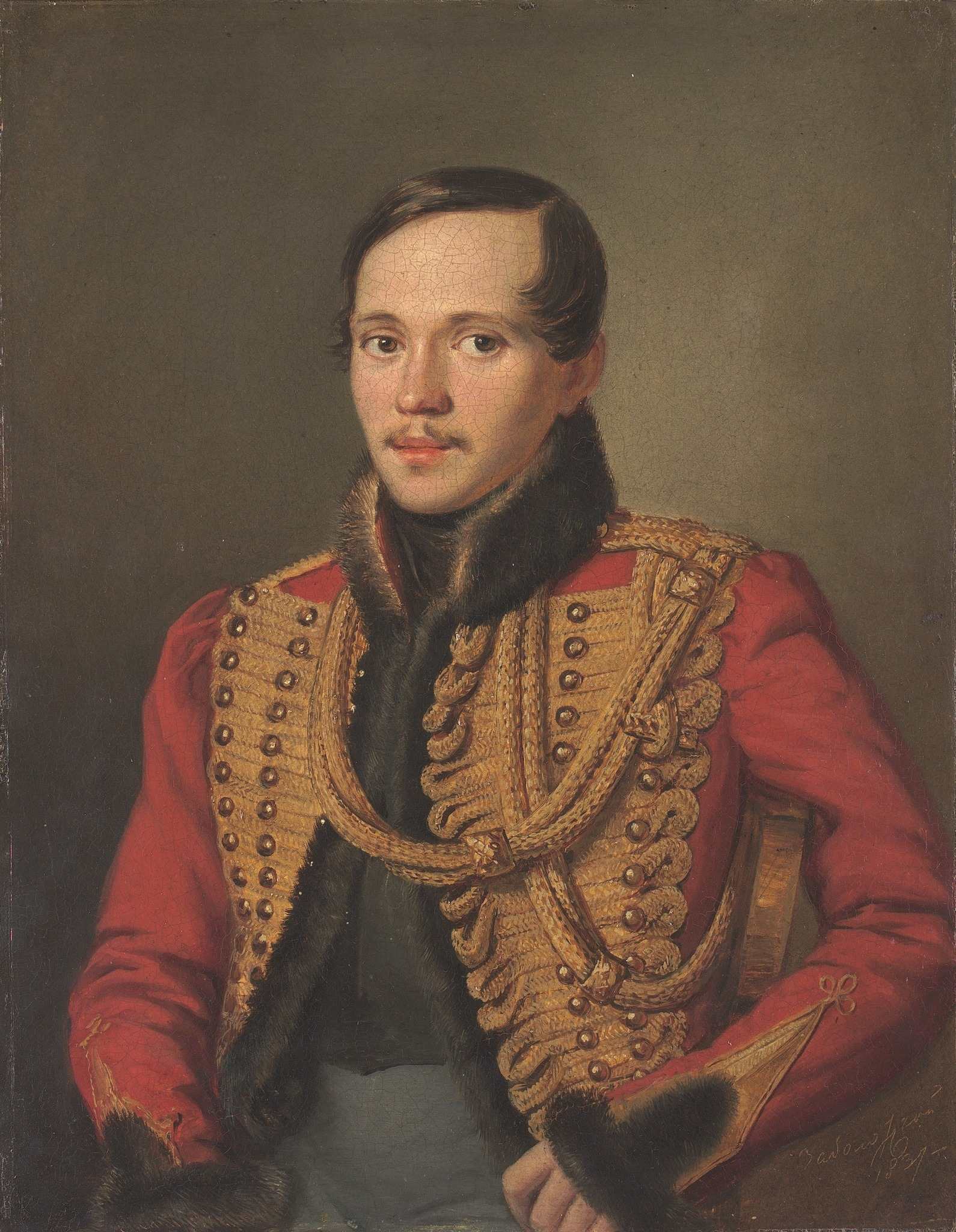
Портрет Михаила Юрьевича Лермонтова

Почтово-ямщицкая станция в Новочеркасске — одно из трёх сохранивших свой внешний вид зданий на территории Ростовской области. Здание станции расположено в центре города — на углу улицы Атаманской и улицы имени Генерала А. И. Лебедя. Это небольшое деревянное одноэтажное строение в пять окон по фасаду было построено вскоре после основания Новочеркасска. Оно сохранилось и до наших дней. В нём сейчас находится детско-юношеская спортивная школа. На станции отмечали свои подорожные проезжающие чиновники и офицеры. Мемориальная доска на фасаде сообщает:

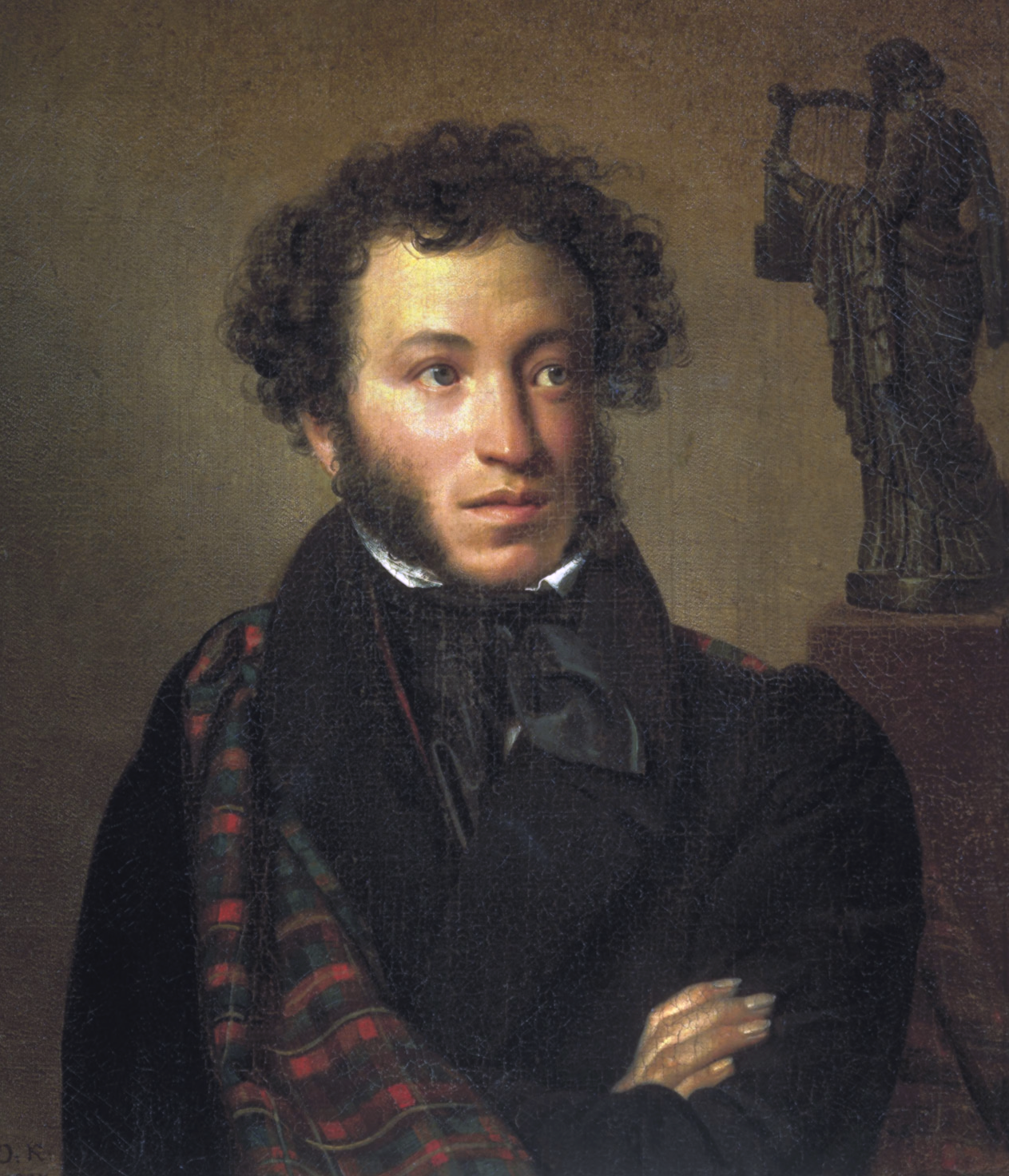
Портрет поэта А. С. Пушкина

|  | Здесь, в доме бывшей почтово-ямщицкой станции, останавливались: А. С. Пушкин (1829), М. Ю. Лермонтов (1840), А. С. Грибоедов (1818, 1823, 1828); ссыльные декабристы – В. А. Мусин-Пушкин, И. И. Пущин, П. А. Бестужев, Н. И. Лорер, А. Е. Розен, герой войны 1812 года А. П. Ермолов (1820). |

А. С. Пушкин трижды бывал в Новочеркасске. Первый раз это было 7 июля 1820 года. Александр Сергеевич посетил тогда Новочеркасск вместе с семьёй генерала Н. Н. Раевского. Н. Н. Раевский сделал запись:
|  | Город весьма обширный, регулярный, но ещё мало населённый. |

Второе и третье посещения А. С. Пушкина Новочеркасска также связаны с поездкой на Кавказ. В мае 1829 года, остановившись на почтовой станции в Новочеркасске, Александр Сергеевич встретил декабриста В. А. Мусина-Пушкина, видного деятеля Северного общества. С ним великий поэт продолжил свой путь в Арзрум.

Возвращаясь с Кавказа, Пушкин посетил Новочеркасск в сентябре 1829 года. В это время он написал своё знаменитое стихотворение «Дон».

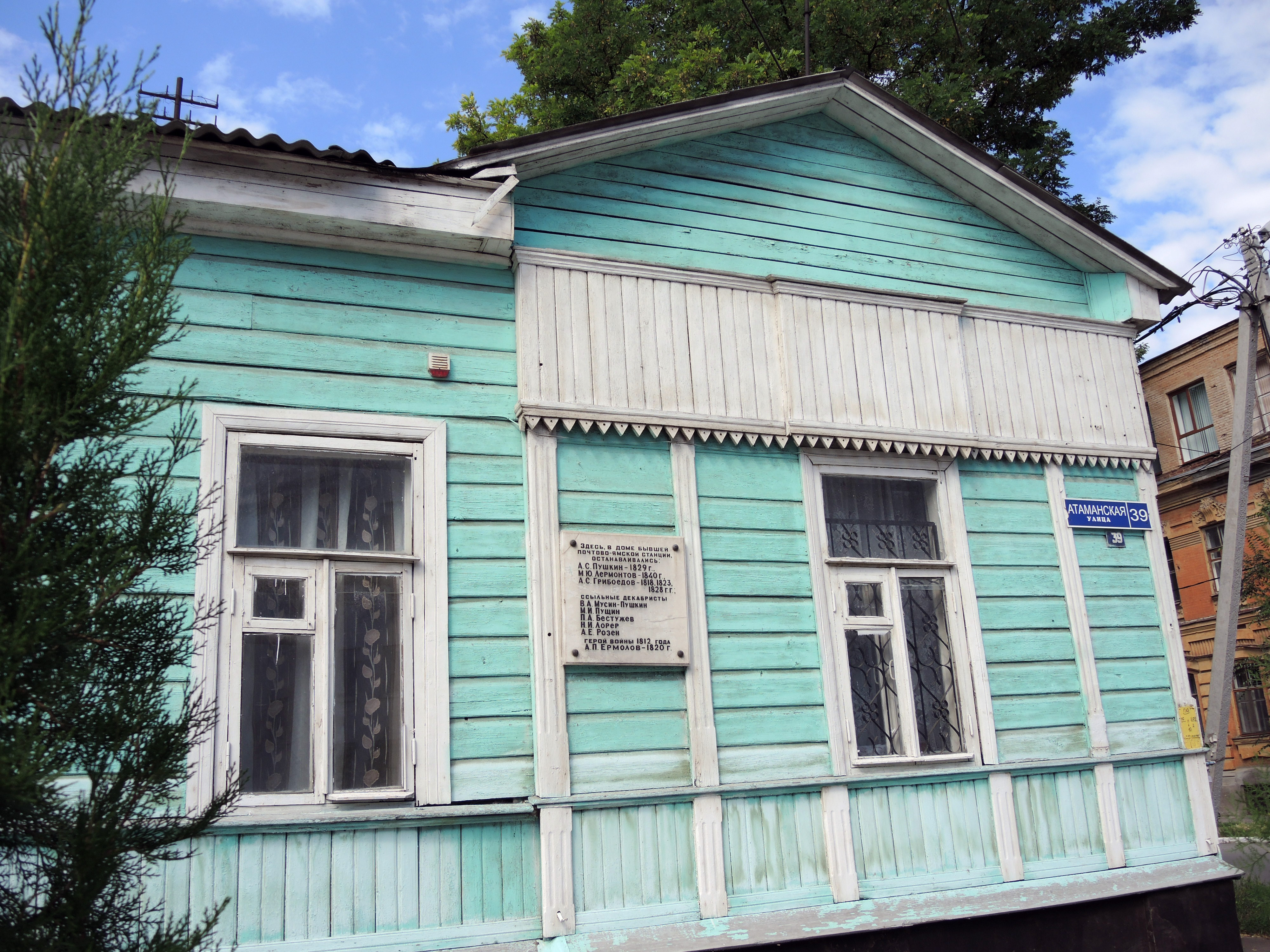
Почтово-ямская станция на Атаманской

Михаил Юрьевич Лермонтов останавливался в Новочеркасске также во время поездки на Кавказ в 1840 году. В письме к А. А. Лопухину 17 июня 1840 года из города Ставрополя поэт делится своими впечатлениями о тогдашней столице Дона.
Здание почтовой станции является памятником культурного наследия России регионального значения.

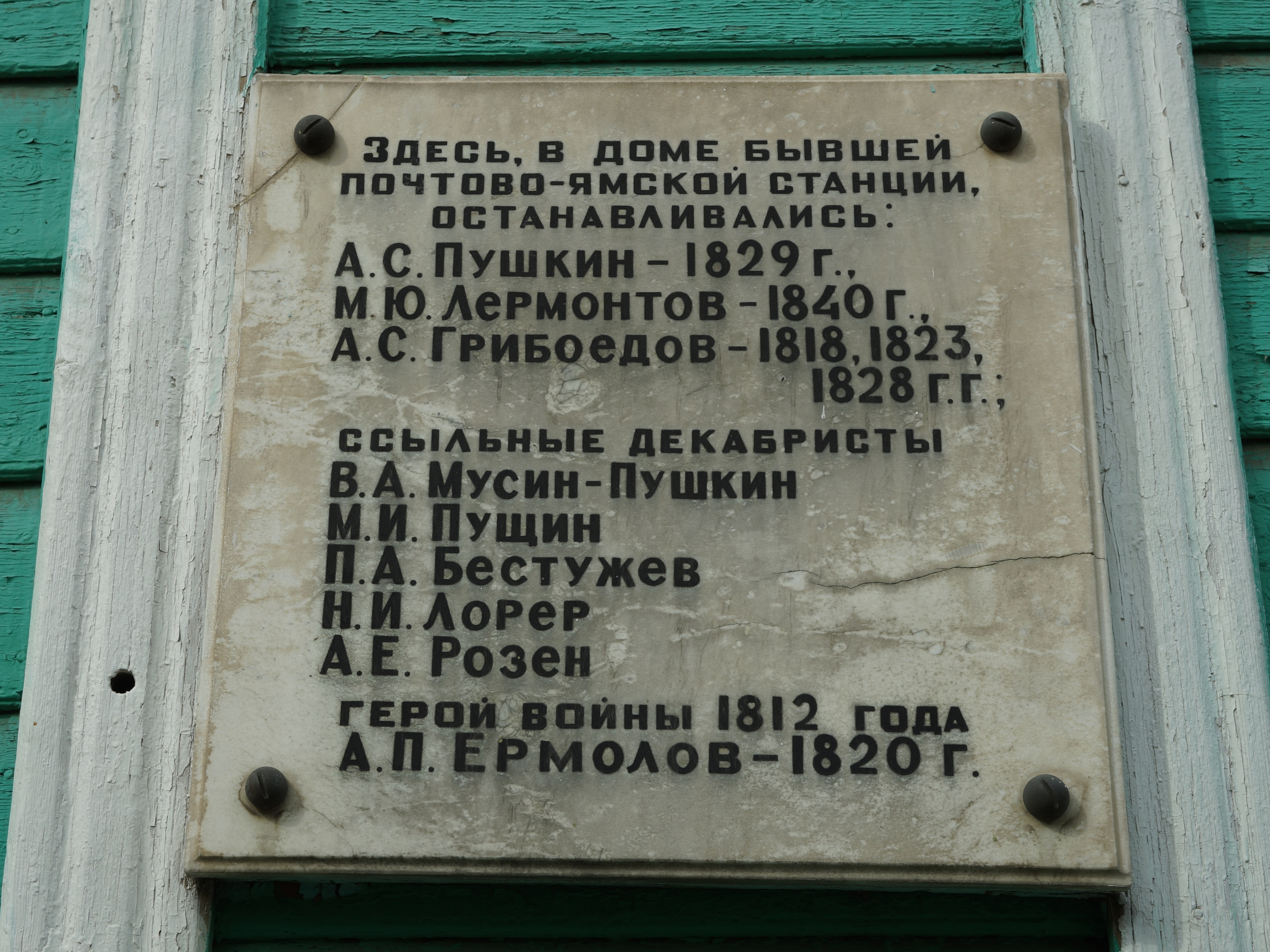
Мемориальная доска на здании почтовой станции